# Flechaste

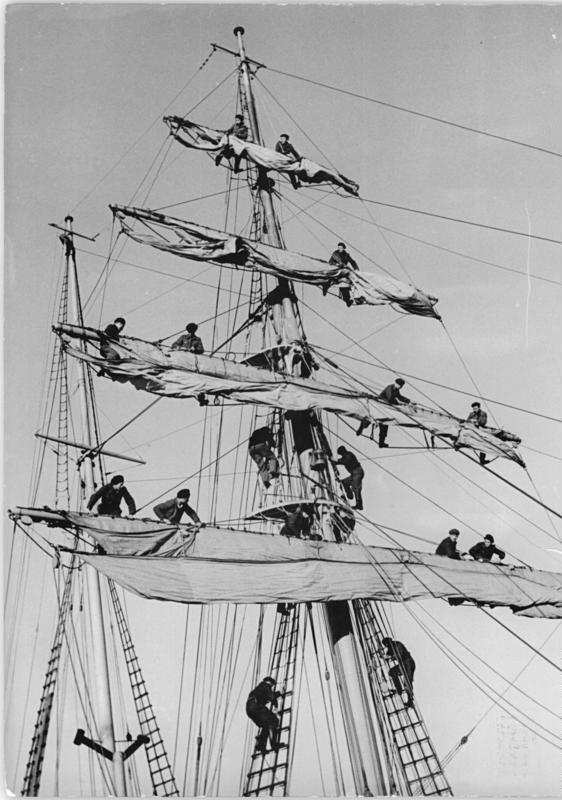
[1] Marineros trepando por los flechastes

En náutica, el Flechaste (Nigola) es cada uno de los meollares (cordeles) horizontales entre los obenques, con los cuales crean una escalera de mano para que los marineros puedan trepar a los palos o mástiles y los estay de un buque. Hace parte de la jarcia (conjunto de todos los aparejos del barco) de arboladura (conjunto de los palos, mástiles, árboles o vergas de la embarcación). Su conjunto se llama la Flechadura. (fr. Enflechure, Quarantenier; ing. Ratline; it. Grisella). 

## Etimología
Según la Real Academia Española, el vocablo «flechaste», deriva de "flecha", con posible influencia del catalán fletxat.  En el pasado se usaron variantes como Aflechade, Aflechate, Aflechaste, Enflechaste, según Garc., Voc. Nav., Gamb., Fern. Nav., Terr. y todos los AA. Y Vict. expresa que antes de su tiempo se llamaba Figula, Rigóla, Reigóla o Nigóla.
1. Garc.: El Doctor Diego García de Palacios (Vocabulario de los nombres que usa la gente de mar, Impreso en Méjico en 1587)
2. Voc. Nav.: Vocabulario Navaresco del siglo XVI
3. Gamb.: El Capitán Sebastian Fernández de Gamboa (Vocabulario manuscrito, al parecer, de mediados del siglo XVII)
4. Fern. Nav.: El Almirante General D. Pedro Fernández de Navarrete (Diccionario de términos de marina: manuscrito que se halla entre sus papeles)
5. Terr.: Terreros (Diccionario Castellano)
6. AA.:
7. Vict.: El Excmo. Sr. Marques de la Victoria (en las equivalencias españolas que se hallan de su letra misma al margen de un ejemplar del Diccionario francés y alemán de Mr. Aubin)